# 旭堂南北
旭堂 南北（きょくどう なんぼく、1955年5月15日 - ）は、日本の講談師。なみはや講談協会所属。広島県広島市出身。本名は酒松 伸男。

## 来歴
1955年5月15日、広島県広島市に生まれる。1974年、高校卒業後、会社員をしながら演劇を勉強し、松竹芸能の養成所で芸を学ぶ。1979年、横山ノックの下で漫談を学び、同年旭堂南右（後に小南陵を経て4代目旭堂南陵）らが中心となって開催されていた「講談道場」に参加。1980年、3代目旭堂南陵に入門し、「南北」を名乗る。1991年、真打昇進。
古典講談のみならず社会的な問題も取り上げ、1994年より毎年８月に原爆・反戦の一人語りの会「旭堂南北の会〜ひろしま〜」開催している。講談以外の芸として、バナナの叩き売りを得意としている。

## 参考資料
- 阿部主計『伝統話芸・講談のすべて』雄山閣、1999年。ISBN 9784639015925。
- 「特集　甦れ！上方の講談」『上方芸能』131号 「上方芸能編集部」 1999年1月発行。 ASIN B07NC7DWX4